# Escopeta dupla

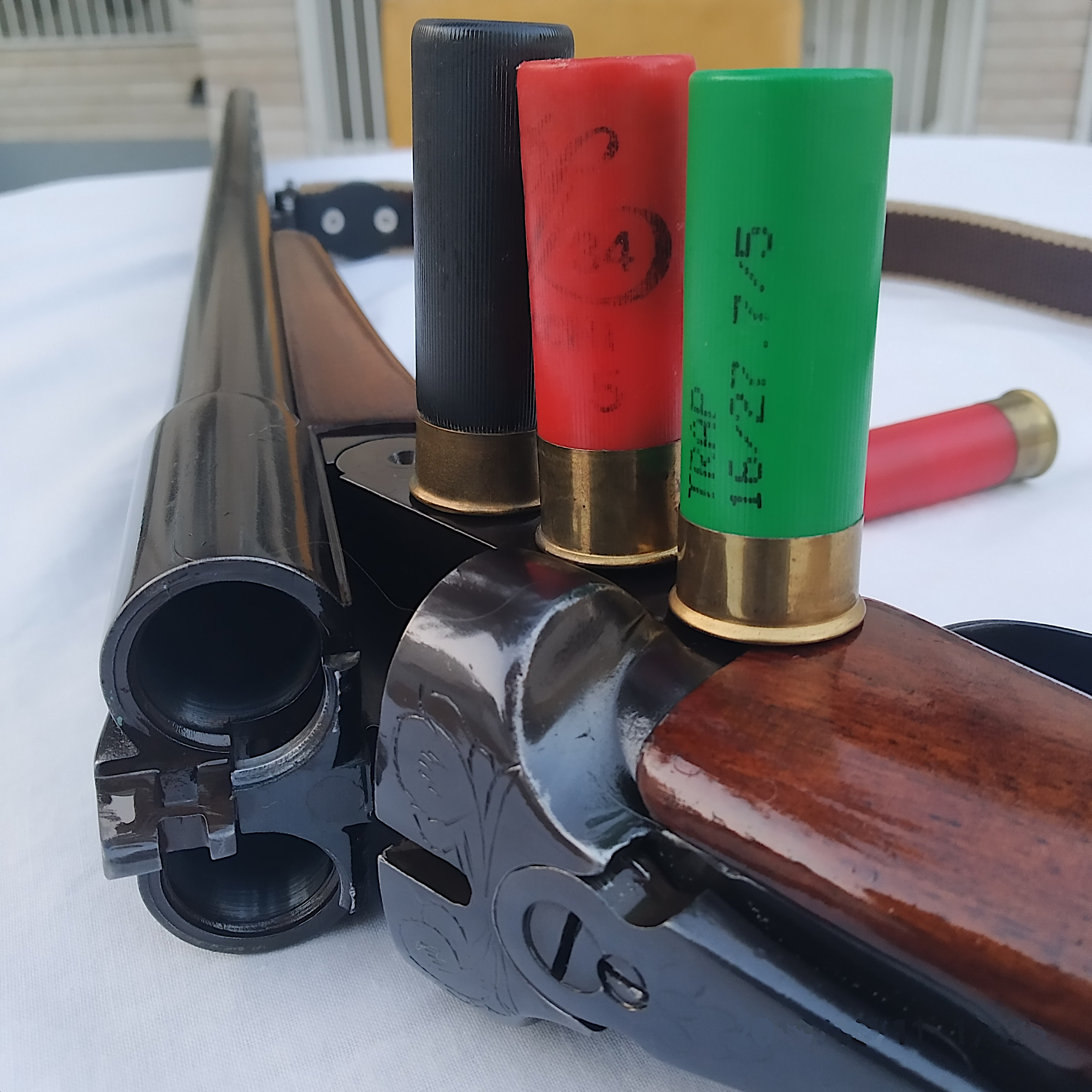
Culatra de uma "dupla" SxS

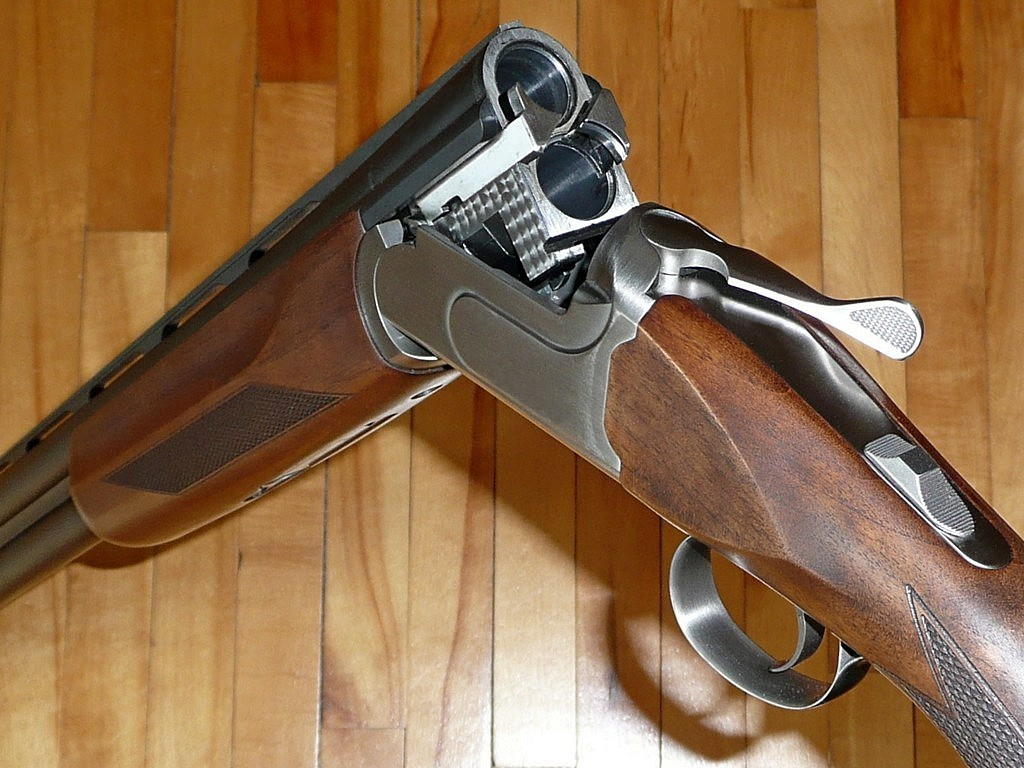
Culatra de uma "dupla" O/U

A escopeta dupla (ou escopeta de cano duplo ou simplesmente "dupla"), é um escopeta com dois canos montados paralelos entre si, permitindo o disparo de dois tiros em rápida sucessão.

## Projeto
As escopetas de cano duplo modernas, são quase que universalmente por ação basculante, com os canos inclinando-se para frente na parte traseira para expor as extremidades das culatras dos canos para descarga e recarga. Como não há necessidade de ação recíproca para ejetar e recarregar os cartuchos, as "duplas" são mais compactas do que projetos de repetição, como aquelas por ação de bombeamento e por ação de alavanca.
As escopetas duplas vêm em duas configurações básicas: a lado a lado (SxS de "side-by-side") e a de canos sobrepostos (O/U de "over/under"), indicando a disposição dos canos. As "duplas" originais eram quase todas de design SxS, que era um design mais prático de armas de fogo por antecarga. As primeiras escopetas de cartucho também usavam o design SxS, porque mantinham os cães expostos das primeiras escopetas de antecarga das quais evoluíram. Quando os designs sem cão começaram a se tornar comuns, o design O/U foi introduzido, e a maioria das "duplas" esportivas modernas são designs O/U.